# Arthur Pardee
Arthur Beck Pardee (13 de julio de 1921 - 24 de febrero de 2019) fue un bioquímico estadounidense. Un retrato biográfico comienza "Entre los titanes de la ciencia, Arthur Pardee es especialmente intrigante". Apenas hay un campo de la biología molecular que no se haya visto afectado por su trabajo, que ha hecho avanzar nuestra comprensión a través de predicciones teóricas seguidas de experimentos perspicaces. Quizá sea más famoso por su participación en el "experimento PaJaMo" de finales de los años 50, que contribuyó en gran medida al descubrimiento del ARN mensajero. También es conocido por ser el descubridor del punto de restricción, en el que una célula se compromete a determinados eventos del ciclo celular durante el ciclo G1. Realizó numerosos trabajos sobre el crecimiento y la regulación de tumores, con especial atención al papel de los estrógenos en los tumores hormono-dependientes. También es conocido por el desarrollo de varias técnicas de investigación bioquímica, entre las que destaca la metodología de visualización diferencial, que se utiliza para examinar la activación de genes en las células. Más recientemente, defendió la aceptación y adopción de la revisión conceptual como un enfoque valioso para desenterrar nuevos conocimientos de los enormes almacenes de información de la literatura científica. Falleció en febrero de 2019 a la edad de 97 años.

## Carrera
Pardee se licenció en Ciencias por la Universidad de California, Berkeley, en 1942, mientras que su máster (1943) y su doctorado (1947) los obtuvo en el Instituto Tecnológico de California bajo la tutela de Linus Pauling, a quien consideraba el mayor químico del siglo XX. Pardee realizó un posdoctorado en la Universidad de Wisconsin-Madison antes de regresar a Berkeley como profesor de bioquímica en 1949. En la década de 1950 realizó un año sabático con François Jacob y Jacques Monod en París. En 1961 Pardee se convirtió en profesor de ciencias bioquímicas en la Universidad de Princeton, mientras que en 1975 se trasladó a Boston para ser catedrático de química biológica y farmacología molecular en el Instituto Oncológico Dana-Farber y la Facultad de Medicina de Harvard, así como jefe de la división de crecimiento y regulación celular del Instituto Oncológico Dana-Farber. En 1981, Pardee se convirtió en miembro fundador del Consejo Cultural Mundial.Pardee se convirtió en profesor emérito de Dana-Farber en 1992. Fue nombrado miembro de la Academia Americana de las Artes y las Ciencias en 1936, de la Academia Nacional de las Ciencias en 1968 y de la Sociedad Filosófica Americana en 2001.

## PaJaMo
Durante su estancia sabática en París con Jacob y Monod, Pardee participó en un experimento que se conoció como PaJaMo. El experimento PaJaMo y el trabajo posterior con su alumna Monica Riley demostraron que la síntesis de proteínas a partir de un gen podía comenzar casi tan pronto como el gen entraba en una célula de E. coli. Las hipótesis anteriores sobre la traducción de la información genética en proteínas se habían centrado en los ribosomas, que giraban con demasiada lentitud para permitir la rápida síntesis observada en PaJaMo. El 15 de abril de 1960, Jacob discutió los resultados del experimento PaJaMo con Sydney Brenner y Francis Crick en el King's College de Cambridge. Brenner y Crick formularon entonces la hipótesis de que existía otra especie de ARN, el ARN mensajero.

## Inhibición por retroalimentación
Con su alumno Richard Yates, Pardee descubrió que la biosíntesis de pirimidina en Escherichia coli está sujeta a inhibición por retroalimentación . Esto representó un paso importante en la comprensión de la regulación metabólica. Zacharias Dische había informado de la inhibición por retroalimentación en la glucólisis en un artículo casi desconocido una década antes.

## El punto de restricción
A principios de la década de 1970, Pardee identificó que el ciclo celular tiene un punto en la "fase G1" en el que la célula, por así decirlo, "se compromete" a pasar a la "fase S". Pardee publicó este "punto de restricción", a veces denominado "punto Pardee", en 1974.

## Estudiantes
Entre los alumnos de Pardee se encontraba Allan Wilson, que se doctoró en Berkeley bajo la supervisión de Pardee en 1961. Monica Riley también se doctoró con Pardee y contribuyó a sus estudios sobre el ARNm.